# Мустафаев, Рустам Мамед оглы
Рустам Мамед оглы Мустафаев (азерб. Rüstəm Məmməd oğlu Mustafayev; 12(25) февраля 1910, Баку, — 19 июля 1940, там же) — азербайджанский советский театральный художник, один из основоположников театрально-декорационного искусства Азербайджана.

## Биография
Рустам Мустафаев родился 25 февраля 1910 года в Баку в семье служащего. Будучи школьником, он с 1921 года также занимался в художественной студии при Азербайджанской государственной художественной школе. В театр Р. Мустафаева привлёк его педагог — театральный художник В. Иванов. Согласно данным биографии и по рассказам друзей это случилось в 1924 году. Так, по воспоминанию режиссёра Д. А. Векилова, именно тогда Р. Мустафаев обратился к нему с просьбой предоставить работу в Сатирагиттеатре. В 1926 году он окончил Азербайджанскую государственную художественную школу по живописному и театрально-декоративному отделению.
В ранних работах Мустафаева сказалось влияние конструктивизма (к примеру в спектакле «Невеста огня» Джаббарлы, 1933, в Азербайджанском художественном театре). С середины 1930-х годов Мустафаев создавал живописные декорации.
Скончался в 1940 году, впоследствии перезахоронен на Аллее почётного захоронения в Баку.
С 1943 года имя художника носит Музей искусств Азербайджана.

## Награды
- Орден «Знак Почёта» (27.01.1936)[2]

## Работы
- Опера «Ашиг Гариб» З. Гаджибекова (1939) в Азербайджанском театре оперы и балета
- Музыкальная комедия «Аршин мал алан» У. Гаджибекова (1940, постановка 1956) в Театре музыкальной комедии.